# عباس حلمي الأول
عباس باشا الأول (1 يوليو 1812 - 13 يوليو 1854)، حاكم مصر بين عامي 1848 - 1854، وأحد حكام الأسرة العلوية التابعة اسميا للدولة العثمانية، ويعتبر البعض عهده عهد رجعية وقفت فيه حركة التقدم والنهضة التي ظهرت في عهد جده محمد علي باشا.

## نشأته وأعماله قبل الحكم

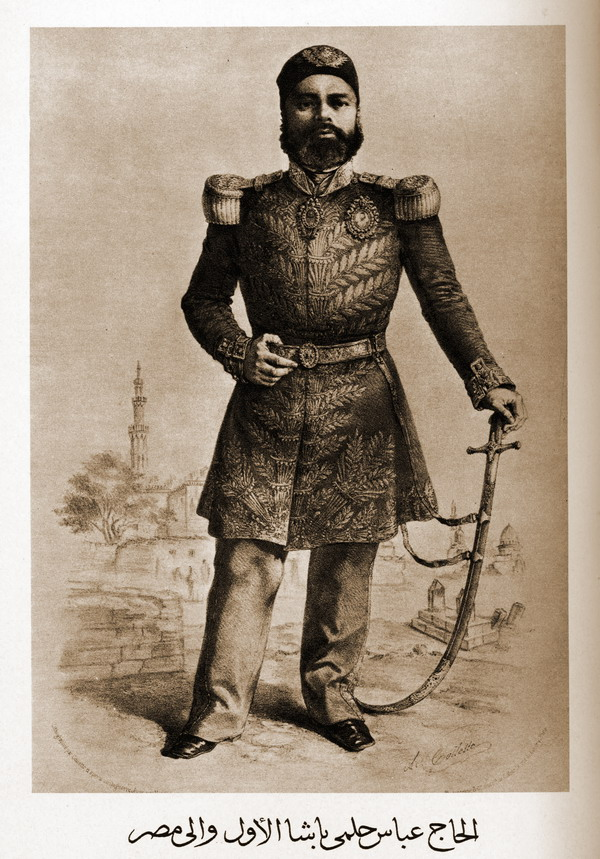
عباس حلمي الأول

هو ابن أحمد طوسون باشا بن محمد علي باشا. لم يرث عن جده مواهبه وعبقريته، ولم يشبه عمه إبراهيم في عظمته وبطولته، بل كان قبل ولايته الحكم وبعد أن تولاه خلوًا من المزايا والصفات التي تجعل منه ملكًا عظيمًا يضطلع بأعباء الحكم ويسلك البلاد سبيل التقدم والنهضة.
ولد بمدينة جدة عام 1813 ثم انتقل لاحقًا إلى القاهرة، بذل جده محمد علي شيئا من العناية في تعويده ولاية الحكم إذ كان أكبر أفراد الأسرة العلوية سنًا وبالتالي أحقهم بولاية الحكم بعد عمه إبراهيم باشا، فعهد إليه بالمناصب الإدارية والحربية. فتقلد من المناصب الإدارية منصب مدير الغربية، ثم منصب الكتخدائية التي كانت بمنزلة رئاسة الناظر. ولم يكن في إدارته مثلًا للحاكم البار بل كان له من التصرفات ما ينم عن القسوة، وكان يبلغ جده نبأ بعض هذه التصرفات فينهاه عنها ويحذره من عواقبها ولكن طبيعته كانت تتغلب على نصائح جده وأوامره.
ومن الجهة الحربية اشترك مع عمه إبراهيم باشا في الحرب بالشام، وقاد فيها إحدى الفيالق، ولكنه لم يتميز فيها بعمل يدل على البطولة أو الكفاءة الممتازة. وبالتالي لم تكن له ميزة تلفت النظر، سوى أنه حفيد رجل أسس ملكًا كبيرًا فصار إليه هذا الملك، دون أن تؤول إليه مواهب مؤسسة، فكان شأنه شأن الوارث لتركة ضخمة جمعها مورثه بكفاءته وحسن تدبيره وتركها لمن يخلو من المواهب والمزايا. وكان عمه إبراهيم باشا لا يرضيه منه سلوكه وميله إلى القسوة، وكثيرًا ما نقم عليه نزعته إلى إرهاق الآهلين، حتى اضطره إلى الهجرة لمكان ولادته جدة وبقي هناك إلى أن داهم الموت عمه إبراهيم باشا.
وقد ساهم عباس باشا خلال وجوده في الحجاز بدور جيد في الوساطة بين الشريف محمد بن عون والإمام فيصل عندما شن الشريف حملة على نجد سنة 1263هـ/1847م

## ولايته الحكم
كان في جدة عندما توفي عمه إبراهيم باشا، فاستدعي إلى مصر ليخلفه على سدة الحكم تنفيذًا لنظام التوارث القديم الذي يجعل ولاية الحكم للأرشد فالأرشد من نسل محمد علي، وتولى الحكم في 24 نوفمبر سنة 1848.

## عن فترة حكمه
تولى الحكم لمدة خمس سنوات ونصفًا، وكان يبدو خلالها غريب الأطوار في حياته، كثير التطير، فيه ميل إلى القسوة، سيئ الظن بالناس، ولهذا كان كثيراً ما يأوي إلى العزلة، ويحتجب بين جدران قصوره. وكان يتخير لبنائها الجهات الموغلة في الصحراء أو البعيدة عن الأنس، ففيما عدا سراي الخرنفش وسراي الحلمية بالقاهرة، حيث بنى قصرًا بصحراء الريدانية التي تحولت إلى العباسية أحد أشهر أحياء القاهرة والتي سُمّيت من ذلك الحين باسمه، وكانت في ذلك الوقت في جوف الصحراء، وقد شاهد الميسو فرديناند دي لسبس هذا القصر سنة 1855 فراعته ضخامته وذكر أن نوافذه بلغت 2000 نافذة، وهذا وحده يعطي فكرة عن عظمة القصر واتساعه، فكأنه بنى لنفسه مدينة في الصحراء، كما بنى قصرًا آخر نائيًا في الدار البيضاء الواقعة بالجبل على طريق السويس ولا تزال آثاره باقية إلى اليوم. وقصر بالعطف ، كما بنى قصرًا في بنها على ضفاف النيل بعيدا عن المدينة، وهو القصر الذي قُتل فيه.
وقد أساء الظن بأفراد أسرته وبكثير من رجالات محمد علي باشا وإبراهيم باشا وخيّل له الوهم أنهم يتآمرون عليه فأساء معاملتهم وخشي الكثير منهم على حياتهم فرحل بعضهم إلى الأستانة والبعض إلى أوروبا خوفًا من بطشه، واشتد العداء بين الفريقين طول مدة حكمه. وبلغ به حقده على من يستهدفون غضبه أنه حاول قتل عمته "الأميرة نازلي هانم"، واشتدت العداوة بينهما حتى هاجرت إلى الأستانة خوفًا من بطشه. وقد سعى إلى أن يغير نظام وراثة العرش ليجعل ابنه إبراهيم إلهامي باشا خليفته في الحكم بدلًا من عمه محمد سعيد باشا ولكنه لم يفلح في مسعاه ونقم على عمه سعيد الذي كان بحكم سنه وليًا للعهد واتهمه بالتآمر عليه، واشتدت بينهم العداوة حتى اضطره أن يلزم الإسكندرية وأقام هناك بسراي القباري.
وانتشرت الجاسوسية في عهده انتشارًا مخيفًا، فصار الرجل لا يأمن على نفسه من صاحبه وصديقه، وكان من يغضب عليه ينفيه إلى السودان ويصادر أملاكه. وكان ينفي المغضوب عليهم إلى أقصى السودان من الأمور المألوفة في ذلك العصر. وكان مولعًا بركوب الخيل والهجن، ويقطع بها المسافات البعيدة في الصحراء، وله ولع شديد باقتناء الجياد الكريمة حيث كان يجلبها من مختلف البلاد ويعتني بتربيتها عناية كبرى، وبنى لها الإصطبلات الضخمة وأنفق عليها بسخاء شأنه شأن هواة الخيل.

### سياسته العامة
يختلف عهده عن عصر محمد علي بأن حركة النهضة والتقدم والنشاط التي امتاز بها هذا العصر قد تراجعت في عهده، وهناك ظاهرة أخرى للفرق بين العهدين، إذ أن محمد علي كان يستعين بذوي العلم والخبرة من الفرنسيين في معظم مشاريع الإصلاح لكنه لكونه لم يفكر في تعهد هذه الإصلاحات قام بإقصاء معظم هؤلاء الخبراء واستغنى عنهم، وقد تضائل النفوذ الفرنسي في عهده ولم يعد إلى الظهور إلا في عهد محمد سعيد باشا. وعلى العكس من انحسار النفوذ الفرنسي، فقد بدأ النفوذ الإنجليزي في عهده على يد القنصل البريطاني في مصر "مستر مري"، حيث كان له تأثير كبير عليه وله عنده كلمة مسموعة. ولا يعرف السبب الحقيقي لهذه المنزلة سوى أنه نتيجة المصادفة، إلا أنه قيل إنه كان يستعين به في السعي لدى الحكومة العثمانية بواسطة سفير إنجلترا لتغيير نظام وراثته العرش كي يؤول إلى ابنه "إلهامي"، وفي رواية أخرى أنه كان يستعين به وبالحكومة الإنجليزية ليمنع تدخل الدولة العثمانية في شؤون مصر، إذ كانت تريد تطبيق القانون الأساسي المعروف بالتنظيمات على مصر.

### علاقاته بالمنهج السلفي في الجزيرة العربية
كان مؤيدًا للشيخ محمد بن عبد الوهاب، وقام بتهريب أحد أبنائه أثناء وجوده في السجون المصرية بعد أسره في المعركة التي خاضها إبراهيم باشا ضد الدولة السعودية الأولى. كما قام بإحياء شعيرة الأمر بالمعروف والنهي عن المنكر في مصر.

## سبب تشويه سمعته وغموض عهده
يقول الأستاذ طاهر الطناحي في مجلة الهلال (عدد ديسمبر 1939):
أما السبب في غموض عهد عباس وتشويه سمعة حكمه فهو من صنع المؤرخين الأوروبيين الذين ساءهم منه اعتزاله الأجانب الذين كانوا يسعون بنشاط في نشر نفوذهم إلى سائر مرافق البلاد فأعرض عن كثير منهم وأراد أن يقوي الروح الوطنية في البلاد فأثار ذلك نفوسهم وتناولوه بالسعاية والذم واتهموه بالرجعية والجمود ومحاربة الإصلاح وكتب عنه مؤرخوهم فخلعوا عليه أوصاف القسوة والضعف والتأخر وألقوا على عهده سحبا كثيرة من الغموض وقد زعموا أنه أرجع البعثات العلمية التي أرسلها جده محمد علي  الكبير إلى أوروبا ولم يرسل بعوثا أخرى وذكر البعض أنه لم يرسل غير 19 طالبا لوقت محدد  والحق أن عباس باشا لم يقل عن  جده محمد علي باشا الكبير عناية بالتعليم وإرسال البعثات إلى أوروبا. 

## وفاته
كانت وفاته في 13 يوليو 1854 اغتيالاً وذلك في قصره في بنها على يد اثنين من عبيده. وخلفه عمه محمد سعيد باشا.

## زوجاته وأبناؤه
| الزوجة               | أبناؤه منها         |
| -------------------- | ------------------- |
| ماهوش قادين          | إبراهيم إلهامي باشا |
| شازدل قادين الجركسية | مصطفى، حواء         |
| هواية قادين          | محمد صديق، عائشة    |
| همدم قادين           |                     |
| برلانته هانم         |                     |